# Agent d'étude du travail
L'agent d'étude du travail (AET) est un technicien et un métier des services méthodes, spécialisé dans la mesure et l'analyse des temps industriels. Le terme « analyse du travail » ou « Work Analysis » est souvent employé pour décrire le domaine professionnel. Ce métier désigne des experts en performance industrielle, en productivité, et en recherche de potentiels. 
Le poste de travail constitue le lieu de naissance de la valeur ajoutée. Optimiser les postes de travail est un vrai gisement de productivité. De nos jours, étudier et optimiser le poste de travail consiste à bâtir avec l'opérateur un espace adapté à l'homme, exempt de gestes inutiles, de postures néfastes et de pertes de temps.

## Historique
Depuis le début du XXe siècle et avec le développement industriel, les entreprises ont très vite compris la nécessité de définir des temps de travail au plus juste au moins pour deux raisons essentielles :
- Valorisation de la charge de travail afin de définir les besoins en effectif en fonction des quantités de pièces à produire et des délais à respecter.

- Valorisation du coût de production des pièces en fonction du temps passé sur chacune d’elles.

Au XVIIIe siècle, Adam Smith, économiste écossais, 1723-1790, a cité l’exemple d’une manufacture d’épingles dans laquelle, à force d’organisation et de spécialisation des ouvriers, la production avait considérablement augmenté.
À la fin du XIXe siècle, Frédéric Taylor, ingénieur américain 1856-1915, élabore l’organisation scientifique du travail (OST) et le taylorisme. Au début du XXe siècle, Henry Ford, industriel de l’automobile à Détroit, prolonge l’OST. Quelques années plus tard naitra ce qu'on appelle encore aujourd'hui le fordisme.
De nos jours, l'Agent d’Étude du Travail a fortement recours au principe du toyotisme, qui est une forme d'organisation du travail dont l'ingénieur japonais Taiichi Ōno, est considéré comme l'inventeur. Elle a été mise en avant par Toyota en 1962, et a connu un fort développement au début des années 1990, puis a été généralisée depuis les années 2000 sous des diverses formes (JIPM, WCM, ...).

## Rôle du technicien
L'AET définit et décrit les modes opératoires et les gammes de fabrication des produits industriels (mécanique, métallurgie...), à partir des documentations techniques, et en tenant compte des concepts de qualité, de sécurité et d'ergonomie.
Il participe à la détermination des coûts de production et des temps d'exécution, en les optimisant et en proposant des améliorations. Il établit les capacités productives des installations et les charges de travail de la main d'œuvre.
Le métier trouve ses bases dans la chrono-analyse. 
Le technicien peut aussi être spécialisé dans les méthodes de temps prédéterminés : 
- MTM : (Methods Time Measurement) Système des temps prédéterminées internationalement reconnu.
- MTS : Développé par le BTE (Bureau des Temps Élémentaires– Aujourd’hui disparu).
- MODAPTS : Développé par Renault (Modular Arrangement of Predetermined Time Standards) et issue du MTS.
- WORK FACTOR : Créé par la multinationale néerlandaise PHILIPS.
- TMC : Développé par la FIAT et qui trouve ses bases dans le MTM.
- Basic MOST : (Maynard Operation Sequence Technique) A été publié en Suède en 1972 et aux États-Unis en 1974. Deux autres variantes ont vu le jour en 1980, appelé MiniMOST, MaxiMOST et AdminMOST.

L'AET effectue également des études de méthodes. Cette dernière consiste à soumettre à chaque opération d'un travail défini, une analyse approfondie, de façon à éliminer les opérations inutiles (NVA : Non Valeur Ajoutée), afin de déterminer la méthode la plus rapide et la plus efficace, afin de produire uniquement ce que le client demande (VA : Valeur Ajoutée).
La fonction du technicien est donc doublement importante car elle permettra de définir les besoins en personnel, de définir les implantations et de déterminer les coûts de production. 
Outre la mesure du travail, la détermination des temps élémentaires et des quotas de production, l'activité du technicien peut amener à redéfinir les modes opératoires, à rationaliser les méthodes de travail, à proposer des modifications de machine dans le cadre de la simplification du travail, à redéfinir les flux matières et à participer à de nombreux projets …… toujours dans le souci d’améliorer la qualité, la sécurité et les coûts de transformation du produit.
Avec l'expérience et en ayant acquis des connaissances complémentaires en gestion de la production, le technicien pourra diriger des projets d'organisation, suivre les rendements de la productivité et les rentabilités, veiller à l´adéquation entre capacités de production et charges de travail et planifier la production (Plan de charge).
Si l'agent d'étude du travail est un spécialiste des temps et de l'organisation de la production, il peut être amené à utiliser les outils suivants :
- La Value stream mapping
- Les 5S
- La Méthode SMED
- La TPM
- L'AMDEC
- Le JIT
- Le Kanban
- Le Kaizen
- Le Poka-yoke
- Le diagramme de causes et effets d'Ishikawa
- Le Heijunka
- Le Muda

et bien d'autres encore, ce qui en fait aujourd'hui, l'un des métiers les plus complets de l'industrie moderne.
Afin de faciliter son travail d'analyse, le technicien a recours à des logiciels de GPAO, essentiellement pour la gestion et la planification de la production. Il utilise également les outils ERP Progiciel de gestion intégré ou MRP Planification des ressources de production.
Les progrès des techniques numériques et du coût du stockage informatique permettent aujourd'hui l'utilisation de la vidéo dans le domaine des méthodes industrielles.
La réalisation d'un film, utilisé par la suite sur un poste informatique, restitue l'ensemble des éléments d'un processus de production. Il devient alors  possible d'analyser avec recul la production sous différentes approches.
La vidéo a trouvé une utilisation quasi généralisée aujourd'hui en entreprise. Cependant elle nécessite des précautions de mise en œuvre car elle peut être ressentie comme un moyen de contrôle d'activité et provoquer ainsi l'irritation des opérateurs. Les conditions d'utilisation de la caméra nécessitent d'êtres clairement expliqués, l'accord des opérateurs étant obligatoire avant toutes prises de vues ...
Dans son travail quotidien, l'AET analyse les statistiques sur les performances des machines et des installations de production. L'indicateur principal est le TRS Taux de rendement synthétique ou OEE (Overall Equipment Effectiveness). Le Taux de Rendement Synthétique TRS est un indicateur clé de performance utilisé pour évaluer à quel point est utilisé la capacité d’un processus de fabrication. En fait, le TRS est un taux comparant la production réelle à la capacité de production théorique. C’est une combinaison de 3 taux principaux : Disponibilité, Performance et Qualité sur une période donnée (jour, semaine, mois…).
De cette analyse du TRS, l'AET, fait ressortir les problèmes qui ont une incidence sur la performance du processus ou une de ses parties, qui seront à traiter par les parties prenantes concernées. Le retour d'informations, l'explication sur les conséquences et la demande de contre-mesures sont généralement de sa compétence.

## Principales missions
Le Technicien d'Etude du Travail a donc essentiellement pour rôle :
- D'assurer le progrès permanent au poste de travail.
- De supprimer, grâce à l'organisation, les gestes inutiles, et les opérations sans valeur ajoutée.
- D'accroître l'ergonomie et la productivité des postes.
- De définir les standards de temps.
- De développer la sécurité au quotidien, lutter contre les TMS (Troubles Musculo Squelettiques).

## Accès au métier
Pour exercer le métier, il est souvent demandé d'être titulaire d'un diplôme de niveau bac+2 spécialisé avec une première expérience : un Brevet de Technicien Supérieur (BTS) ou un Diplôme Universitaire de Technologie (DUT), ou même parfois avec un niveau bac+3. Cependant, l'accès à ce métier est souvent facilité par la promotion interne après une première expérience dans les métiers de l'industrie, seul moyen d'acquérir les principes de base. 

## Exigences
Un agent d'étude du travail doit :
- Être un bon communicateur, dans les deux discours (positif et négatif) et dans l'écriture
- Avoir d'excellentes relations interpersonnelles
- Être patient et objectif
- Être enthousiaste et curieux
- Être capable de persévérer
- Faire preuve de tact et capable d'inspirer la confiance
- Avoir une grande capacité d'observation (En particulier pour le jugement d'allure)

## Évolution de la profession
L'évolution du métier est de plus en plus tournée vers les données ergonomiques applicables à la conception et à l'aménagement de postes de travail, en vue de prévenir les risques professionnels et d'améliorer les conditions de travail. L'ergonomie étant applicable à tous les secteurs d'activité, l'agent d'étude du travail devra prendre en compte lors de la conception des postes de travail : 
- Les contraintes de temps,
- les nuisances physiques et chimiques,
- les manutentions,
- les efforts et les postures.

Les techniciens contribuent donc à la conception et à l’évaluation des tâches, des produits, des conditions de travail et des systèmes pour les rendre compatibles avec les besoins, les capacités, les possibilités et les limites des êtres humains.
L'évolution des techniques de travail, fait que l'AET a de plus en plus recours aux méthodes de temps prédéterminés. Ces systèmes de mesure consistent à analyser et à décomposer les méthodes de travail pour les réduire en mouvements de base simples, auxquels on attribue ensuite des valeurs de temps prédéterminées. Il s'agit donc d'une décomposition des mouvements élémentaires ou de mini-mouvements effectuée à partir des tables de temps et de mouvements préalablement établies. Cette approche élimine le recours au jugement d'allure, point faible du chronométrage, qui le rend plus ou moins obsolète.
Aujourd'hui, cette profession est fortement appréciée des entreprises, car elle permet de dégager des plans d'améliorations et de réductions des coûts, en phase avec l'application des outils et des méthodologies du lean manufacturing, de l'amélioration continue et de la TPM.

## En entreprise
Suivant les entreprises et plus particulièrement dans les grands groupes, les AET peuvent exercer leur métier par spécialité :
- Les méthodes d’implantation
- L'analyse des temps de production
- L'organisation des flux logistiques
- La planification de la production
- La gestion de la main d'œuvre productive
- L'ergonomie et la conception des postes de travail
- L'analyse de processus
- Le pilotage du plan de production (PDP)
- L'analyse de la valeur
- La maitrise des performances de productivité
- L'amélioration continue et le Lean Manufacturing
- L'analyse main d'œuvre
- Le coût du produit et les rentabilités

## Les métiers équivalents
- Analyste du travail
- Analyste chronométreur
- Agent de méthodes
- Agent de méthodes-ordonnancement-planification planning
- Agent d'ordonnancement
- Agent d'ordonnancement et de planification planning
- Agent de planification planning
- Agent de préparation
- Agent technique de préparation du travail
- Agent technique work analysis
- Chronométreur analyseur (Chrono analyseur)
- Préparateur de fabrication
- Préparateur de méthodes
- Préparateur de travaux industrie
- Technicien amélioration continue
- Technicien analyse du travail
- Technicien de méthodes
- Technicien chronométreur
- Technicien de méthodes de fabrication
- Technicien de méthodes-ordonnancement
- Technicien de méthodes-ordonnancement-planification planning
- Technicien d'ordonnancement
- Technicien en organisation du travail
- Technicien work analysis